# Franck Desmoulins
Franck Desmoulins là kỹ sư âm thanh lĩnh vực điện ảnh người Pháp ông tham gia sản xuất khá nhiều phim điện ảnh tại Việt Nam và từng giành hai giải Thiết kế âm thanh xuất sắc tại Liên hoan phim Việt Nam - Lần thứ 18 và Lần thứ 20.
Theo Wikipedia tiếng Pháp, Franck Desmoulins tốt nghiệp trường Cao đẳng Điện ảnh (ESEC) và Viện Quốc gia Kịch Nghệ Pháp (CNAM).

## Giải thưởng
| Năm  | Tựa đề                             | Hạnh mục                   | Tác phẩm        | Chú thích |
| ---- | ---------------------------------- | -------------------------- | --------------- | --------- |
| 2013 | Liên hoan phim Việt Nam lần thứ 18 | Thiết kế âm thanh xuất sắc | Đam mê; Lạc lối | [ 3 ]     |
| 2017 | Liên hoan phim Việt Nam lần thứ 20 | Thiết kế âm thanh xuất sắc | Cô hầu gái      | [ 4 ]     |

## Tác phẩm

### Phim điện ảnh
| Năm  | Tựa đề                              | Đạo diễn                   | Chú thích |
| ---- | ----------------------------------- | -------------------------- | --------- |
| 1997 | L'Enfant qui connaissait les femmes | Laurent Vinas-Raymond      |           |
| 2008 | Bienvenue chez les Ch'tis           | Dany Boon                  |           |
| 2011 | Rien à déclarer                     | Dany Boon                  |           |
| 2013 | Bastardo                            | Néjib Belkadhi             |           |
| 2009 | Chơi vơi                            | Bùi Thạc Chuyên            | [ 1 ]     |
| 2011 | Bi, đừng sợ!                        | Phan Đăng Di               | [ 1 ]     |
| 2011 | Tâm hồn mẹ                          | Phạm Nhuệ Giang            | [ 2 ]     |
| 2012 | Dành cho tháng sáu                  | Nguyễn Hữu Tuấn            | [ 5 ]     |
| 2012 | Cưới ngay kẻo lỡ                    | Charlie Nguyễn             |           |
| 2013 | Lạc lối                             | Phạm Nhuệ Giang            |           |
| 2013 | Đường đua                           | Nguyễn Khắc Huy            |           |
| 2013 | Đam mê                              | Phi Tiến Sơn               |           |
| 2013 | Thần tượng                          | Nguyễn Quang Huy           |           |
| 2013 | Căn phòng của mẹ (Homostratus)      | Síu Phạm; Jean Luc-Mello   |           |
| 2013 | Lạc lối                             | Phạm Nhuệ Giang            |           |
| 2013 | Âm mưu giày gót nhọn                | Trần Hàm                   |           |
| 2014 | Nước 2030                           | Phan Gia Nhật Linh         |           |
| 2014 | Chàng trai năm ấy                   | Nguyễn Quang Huy           |           |
| 2014 | Dịu dàng                            | Lê Văn Kiệt                |           |
| 2014 | Xui mà hên                          | Trần Công Thành            |           |
| 2014 | Đoạt hồn                            | Trần Hàm                   |           |
| 2014 | Hương Ga                            | Síu Phạm; Jean Luc-Mello   | [ 1 ]     |
| 2014 | Lạc giới                            | Phi Tiến Sơn               |           |
| 2015 | Cha và con và...                    | Phan Đăng Di               | [ 1 ]     |
| 2015 | Ma dai                              | Đức Thịnh; Hoàng Duy       | [ 1 ]     |
| 2015 | Yêu                                 | Việt Max                   | [ 1 ]     |
| 2015 | Sơn đẹp trai                        | Trương Quang Thịnh         | [ 1 ]     |
| 2015 | Tôi thấy hoa vàng trên cỏ xanh      | Victor Vũ                  | [ 1 ]     |
| 2015 | Bảo mẫu siêu quậy                   | Lê Bảo Trung               | [ 1 ]     |
| 2015 | Em là bà nội của anh                | Phan Gia Nhật Linh         |           |
| 2016 | Cô hầu gái                          | Derek Nguyen               |           |
| 2016 | Sút                                 | Việt Max                   |           |
| 2016 | Truy sát                            | Cường Ngô                  |           |
| 2016 | Chạy đi rồi tính                    | Nguyễn Bảo Nhân; Nam Cito  |           |
| 2016 | Gái già lắm chiêu                   | Nguyễn Bảo Nhân; Nam Cito  | [ 1 ]     |
| 2016 | Đảo của dân ngụ cư                  | Hồng Ánh                   |           |
| 2017 | Cô gái đến từ hôm qua               | Phan Gia Nhật Linh         |           |
| 2017 | Con đường trên núi                  | Síu Phạm; Jean Luc-Mello   |           |
| 2017 | Đời cho ta bao lần đôi mươi         | Lê Văn Anh; Huỳnh Tuấn Anh |           |
| 2017 | Cô gái đến từ hôm qua               | Phan Gia Nhật Linh         |           |
| 2017 | Có căn nhà nằm nghe nắng mưa        | Mai Thế Hiệp               |           |
| 2017 | Lục Vân Tiên: Tuyệt đỉnh Kungfu     | Hoàng Phúc                 |           |
| 2017 | Chí Phèo ngoại truyện               | Danny Đỗ                   |           |

### Phim tài liệu
| Năm  | Tựa đề                       | Đạo diễn                      | Chú thích |
| ---- | ---------------------------- | ----------------------------- | --------- |
| 2014 | Finding Phong / Đi tìm Phong | Trần Phương Thảo; Swann Dubus |           |